# Международная радиоастрономическая обсерватория «Суффа»
Международная радиоастрономическая обсерватория «Суффа» (МРАО «Суффа») — радиоастрономическая обсерватория, принадлежащая Астрокосмическому центру ФИАН (АКЦ ФИАН, Россия). Обсерватория располагается на высокогорном плато Суффа в отрогах Туркестанского хребта в Республике Узбекистан, в 200 км к юго-западу от Ташкента (в 40 км от поселка Заамин).
Первые наблюдения ученые рассчитывают провести в 2023—2028 годах.

## История
Поиски места для строительства радиообсерватории проводились в течение 5 лет. Закладка первого камня в основании строящейся обсерватории состоялась в мае 1981 года. С 1981 по 1991 годы на площадке работала метеостанция, следящая за астроклиматом.
В 1985 году был разработан проект зданий и сооружений МРАО «Суффа» в проектном институте АН СССР А. М. Щусевым, но в процессе корректировки в 2005 году тем же институтом был сильно изменен. В связи с распадом СССР обсерватория отошла Узбекистану. Для завершения проекта не хватило два года.. С начала 1990-х годов и до 2005 года строительство было заморожено в связи с отсутствием финансирования со стороны нового владельца обсерватории — Узбекистана.
В 1995 году было подписано межправительственное соглашение о совместных работах по завершению строительства МРАО «Суффа» Россией и Узбекистаном.
В 2003 году оценивалось, что на достройку РТ-70 необходимо 19 миллионов долларов.
В 2007 году строительные работы были возобновлены. В разработке систем управления РТ-70 принимает участие Институт проблем машиноведения (ИПМАШ РАН) и кафедра РИС, ИМОП, СПбГПУ. Со стороны Узбекистана работает Ташкентское конструкторское бюро машиностроения. Обсерватория будет являться основным наземным пунктом проекта «Миллиметрон» (РСДБ-сеть). Так же предполагается работа в составе РСДБ-сети с РадиоАстрон и VSOP-2.
В 2007 году достройка оценивается уже в 34 миллиона долларов, завершённый подготовительный этап строительства обошёлся в 1,6 млн долларов.
В 2014 году достройка телескопа оценивается уже в 40-50 млн долларов. Проект практически не развивается из-за недостаточного финансирования.
На 2016 год, проект по достройке телескопа является совместным для России и Узбекистана, степень готовности оценивается в 40 %.
21 июня 2018 года президент Российской академии наук Александр Сергеев сообщил журналистам о том, что на уровне руководителей государств принято решение, что радиотелескоп "Суффа" будет достраиваться в рамках международной обсерватории.
14 октября 2018 года Геннадий Шанин в интервью СМИ рассказал, что стоимость достройки обсерватории оценивается в 4 млрд рублей. Разработана дорожная карта проекта на два года. Ее подписание президентом РАН Александром Сергеевым и президентом Академии наук Узбекистана Бехзодом Юлдашевым запланировано на 18–19 октября 2018 года в Ташкенте, во время встречи лидеров двух стран на высшем уровне. Согласно документу, за два года нужно зарегистрировать международную обсерваторию «Суффа» как субъект международного права, проработать технико-экономическое обоснование и провести расконсервацию. Затем еще около трех лет потребуется, чтобы завершить строительство.

## Руководители обсерватории
- май 1981 года — Закладка первого камня — Котельников В. А.
- Кардашев, Николай Семёнович — до 2019 года руководил сооружением адаптивного 70-м радиотелескопа миллиметрового диапазона на плато Суффа (Узбекистан)[9]
- 2004 год — Шанин Геннадий Иванович — директор Радиоастрономической обсерватории РТ-70 Академии наук Узбекистана
- 2003 год — Артеменко Юрий Николаевич — руководитель проекта со стороны России, заведующий отделом Астрокосмического центра Физического института РАН

## Инструменты обсерватории
- «П-2500» или «РТ-70» — полноповоротный радиотелескоп (D = 70 м, F = 21 м) миллиметрового и субмиллиметрового диапазонов волн, форма зеркала — параболоид вращения, рабочий диапазон частот принимаемого излучения 5 — 300 ГГц (6 см — 1 мм). Режимы работы: автономный и радиоинтерферометрический в сети наземных и космических радиотелескопов. Диаметр вторичного зеркала = 3 (5) метров. Эффективная площадь антенны на приоритетных диапазонах — 2000 кв. м. Двухзеркальная система схемы Грегори (позднее возможен переход к схеме Нейсмита).

Проектная предельная длина волны 1 мм, ширина луча 3 угловых секунды, шумовая температура системы 2000К. Отражающая поверхность антенны
адаптивная в реальном масштабе времени.

## Направления исследований
- Реликтовое излучение на длинах волн 1-10 мм
- Космология
- Астрофизика
- Внегалактическая астрономия
- Физика Галактики
- Галактические объекты
- Объекты Солнечной системы — Химический состав атмосфер планет-гигантов, комет и газов от вулканов на спутниках планет
- Исследование звёзд с планетными системами
- Фундаментальная астрометрия
- Координатно-временное обеспечение. Геодинамика — Положение полюса Земли в пространстве. Высокоточное определение расстояний
- Высокоточное определение координат космических аппаратов

## Интересные факты
- Радиотелескоп РТ-70, работая в автономном режиме, единственный в мире будет иметь такую острую диаграмму направленности (3 угл. сек.) и предельно высокую чувствительность на коротких миллиметрах порядка 100 мкЯн при времени накопления сигнала 1 минута.